# Конституционный Совет Ливана
Конституционный совет Ливанской Республики (араб. المجلس الدستوري في الجمهورية اللبنانية‎) — ливанский институт и аналог Конституционного суда, созданный вместе с Таифским соглашением 1989 и внесением поправки к 19-й статье Конституции Ливана.

## Структура, формирование и функции
Вдохновлённый примером Конституционного совета Франции, этот орган был создан, чтобы следить за соответствием ливанской Конституции принимаемых законов, а также защищать целостность госучреждений, обеспечивая разделение властей. Он состоит из 10 членов, по 5 из которых назначаются Парламентом (всеми 128 депутатами) в двух турах (в первом нужно набрать абсолютное большинство, во втором — просто большинство) и ливанским Советом министров соответственно (требуется большинство в виде двух третей голосов министров). В свою очередь эти 10 членов отбирают президента, вице-президента и секретаря. Срок полномочий созыва — 6 лет. Состав Совета соответствует принципу политического конфессионализма:
- два члена-маронита (из них 1 президент)
- два члена-суннита (из них 1 вице-президент)
- два члена-джафарита
- два члена-греческих православных
- один член-друз
- один член-грекокатолик

Закон №243 от 7/8/2000 устанавливает, какими подзаконными актами регулируется деятельность Совета. Конституционность законов определяется их непротиворечием Конституции страны, также дополнительно могут использоваться другие док-ты, например Всеобщая декларация прав человека.
Совет действует когда закон уже принят и вступил в силу. Совет может отменить закон при признании его противоречия Конституции, отменить так чтобы повторное принятие было невозможно (это требует 7 из 10 голосов). Также он может дать рекомендацию Парламенту к отмене закона.
Также Совет имеет полномочия в сфере электоральных споров. В случае парламентских выборов проигравший кандидат может подать апелляцию не позднее чем через 30 дней после публикации. Президент Совета затем на специального докладчика, который ведёт трёхмесячное расследование, по рез-там которого докладывает Совету. Затем Совет должен принять решение в течение месяца. Если апелляция выиграна, апеллянт может быть объявлен Советом победителем, или же назначаются новые выборы. У Совета нет полномочий судить о подготовительных предвыборных процедурах (например, формирование избирательных списков).
Наблюдатели ЕС раскритиковали четырёхмесячную задержку между подачей жалобы и решением Совета как слишком длинную на парламентских выборах в 2009, высказав мнение, что 1-месячный срок оптимален и, в случае необходимости, может быть продлён.

## Список президентов Совета
- Ваджди аль-Маллат
- Амин Нассар
- Иссам Сулейман